# Getting Sentimental
Albums de Bill Evans
You Must Believe in Spring Live in Nice : 1978
Getting Sentimental est un album du pianiste de jazz Bill Evans enregistré en 1978 et édité en 2003.

## Historique
Les titres qui composent cet album ont été enregistrés en public au Village Vanguard (New York), le 15 juin 1978.
Cet  album a été publié pour la première fois en 2003 par le label Milestone  (MCD 9336-2).

## Titres de l’album
| No  | Titre                                   | Auteur                                 | Durée |
| --- | --------------------------------------- | -------------------------------------- | ----- |
| 1.  | I Should Care                           | Sammy Cahn, Axel Stordahl, Paul Weston | 4:55  |
| 2.  | How My Heart Sings                      | Earl Zindars                           | 5:18  |
| 3.  | Gary's Theme                            | Gary McFarland                         | 4:39  |
| 4.  | I'm Getting Sentimental Over You        | George Bassman, Ned Washington         | 4:44  |
| 5.  | Quiet Now                               | Denny Zeitlin (en)                     | 5:29  |
| 6.  | Re: Person I Knew                       | Bill Evans                             | 5:01  |
| 7.  | The Peacocks                            | Jimmy Rowles                           | 6:11  |
| 8.  | Emily                                   | Johnny Mandel, Johnny Mercer           | 4:53  |
| 9.  | Song from M*A*S*H (Suicide Is Painless) | Johnny Mandel, Mike Altman             | 4:51  |
| 10. | Turn Out The Stars                      | Bill Evans                             | 4:54  |
| 11. | When I Fall in Love                     | Edward Heyman, Victor Young            | 4:18  |
| 12. | In Your Own Sweet Way                   | Dave Brubeck                           | 6:18  |
| 13. | But Beautiful                           | Johnny Burke, Jimmy Van Heusen         | 5:41  |
| 14. | I Love You                              | Cole Porter                            | 4:57  |

## Personnel
- Bill Evans : piano
- Michael Moore : contrebasse
- Philly Joe Jones : batterie